# 特島信天翁
特島信天翁（學名：Diomedea dabbenena）是信天翁科信天翁屬六種的其中一種，屬於大型的信天翁。直至1998年才被確認為新種。

## 分類
雖然有些分類學家認同此鳥為一獨立種，並堅持這其實是漂泊信天翁的一個亞種。2004年，在利用線粒體DNA有關漂泊信天翁幾個複合種的研究當中，结论傾向支持這个種为独立种。不少研究也認同在漂泊信天翁眾多亞種中，特島信天翁与其基因差異最大。推斷指其可能比其他亞種更早就從其共同祖先中分離出來，或是牠經歷了較強的遺傳漂變（Genetic drift）。

## 描述
在海上，近乎不可能分辨出特島信天翁及漂泊信天翁，仔細觀察會發現特島信天翁體型較小，背部的顏色也較深。體長110cm，翼展達3.5m。由於在野外無法分辨兩者，因此對特島信天翁的海域分佈仍然未有準確資料。借助衛星定位的技術，發現牠們常在大西洋南面覓食出沒。雌雄兩性的覓食路徑相異，雄性多向西面前進而及至南美洲，雌鳥則向東前進往非洲方向。魷魚是其最重要的食物，特別是帆魷魚科（Histioteuthidae'）的物種。

## 分佈
特島信天翁是特里斯坦-達庫尼亞群島的特有種，特別是當中的戈夫島（Gough Island），有超過1500對繁殖對在其上繁殖，部份附近的無人島也有少量牠們的族群，但近年的統計發現在諸群島內已甚少見到牠們繁殖，而主要集中在戈夫島上。之前牠們一直備受入侵物種的威脅，如野貓、鼠及豬等，但海島復育計劃已經成功將它們棲地上的外來物種清除。可是入侵物種如家鼠卻仍然肆虐，即使是體型較家鼠大的幼鳥也因不懂保護自己而備受殺害。與全球的海鳥一樣，延繩捕魚（Longline fishing）等仍是對牠們最大的威脅。

## 保護現狀
自2000年起此鳥就在IUCN紅色名錄瀕危物種一欄中佔一席位，但在近年的資料研究發現，此鳥所面臨的威脅遠較早前預計的嚴重，家鼠及延繩捕魚的威脅遠遠超出想像，種群數目大幅度的減少（過去三個世代共減少了80%），因此在2008年被提升至極危物種級別。

## 註腳
1. ↑  BirdLife International. . The IUCN Red List of Threatened Species 2013.   [26 November 2013].
2. ↑  .   [2008-12-01]. （原始内容存档于2008-09-05）.
3. ↑  Ross M. Wanless, Andrea Angel, Richard J. Cuthbert, Geoff M. Hilton & Peter G. Ryan 2007. Can predation by invasive mice drive seabird extinctions? Biology Letters 3(3):241-244.
4. ↑  BLI (2007)
5. ↑  BLI (2008)

## 外部連結
- （英文） 國際鳥盟介紹 （页面存档备份，存于）
- （英文） IUCN紅色名錄介紹 （页面存档备份，存于）